# De sloven
Heer Bommel en de sloven of kortweg De sloven is het 119de verhaal uit de Bommelsaga, geschreven en getekend door Marten Toonder. Het verhaal verscheen voor het eerst op 5 mei 1967 en liep tot 20 juli van dat jaar. Thema: Het leven in vrijheid.

## Samenvatting
Heer Bommel en Tom Poes maken een wandeling door de Zwarte Bergen om de vermoeidheid van de stad kwijt te raken. Het is derhalve een tocht zonder de Oude Schicht, waarbij Tom Poes gebukt gaat onder een zware rugzak. Ze ontmoeten er Ak, een in zichzelf gekeerd wezentje, dat tot de sloven behoort. De sloven duwen zonnestenen een berg op voor de Grote Knark, Vlijmen Fileer geheten, die hun hachjes bezit en hen kan laten doen wat hij wil. Heer Bommel ziet dat als een misstand. Tom Poes vraagt hem vervolgens zelf eens de rugzak te dragen. Professor Prlwytzkofsky komt aan in zijn driewieler met motorpech. Hij vraagt hulp aan de sloven voor zijn probleem, maar vindt geen gehoor.
De sloven laten een zonnesteen in het Knarkmoeras terugvallen. Vlijmen Fileer, Knark van de Tufkegel en aanliggende slikken en zompen, komt nu boos tevoorschijn omdat deze zonnesteen verloren is gegaan. Hij lijdt aan jicht en wil genoeg zonnestenen op de top hebben. Tijdens een twistgesprek met heer Bommel laat professor Prlwytzkofsky zijn driewieler met grote snelheid naar beneden rijden. De driewieler belandt ook in het moeras maar Heer Bommel weet Vlijmen Fileer nog net te redden. Als dank schenkt de Grote Knark hem de sloof Ok en diens hachje, een fraai besneden bolletje. De ruimhartige heer besluit Ok zijn hachje en daarmee zijn vrijheid terug te geven, maar Ok weet niet wat hij met zijn hachje moet doen. De professor is intussen op bevel van Vlijmen Fileer door de sloven als een rollade gebonden en opgesloten in een kooi.
Tom Poes bevrijdt de professor en wordt daarbij uit de verte gadegeslagen door Vlijmen Fileer en Heer Bommel. Bij een hevig gevecht in de grot stort de toegang tot de grot in. Heer Bommel en Tom Poes, met alle hachjes van de sloven die in de grot werden bewaard, staan buiten. De grote Knark en de professor zijn binnen in de grot. Tom Poes raakt de veroverde hachjes niet kwijt aan de sloven waarop heer Bommel de sloven opdracht geeft de ingang van de grot vrij te maken. Vervolgens halen de sloven ook de driewieler van de professor uit het moeras, waarna de professor wegrijdt. Vlijmen Fileer laat voorlopig aan heer Bommel zijn sloven, omdat hij lijkt met hen om te kunnen gaan. De kasteelheer is nu verantwoordelijk voor de voedselvoorziening van de sloven, wat een lastige taak is, ook met de hulp van Tom Poes. Heer Bommel ziet over het hoofd dat de Grote Knark weliswaar een slavendrijver was, maar wel een zekere vorm van arbeidsvoorwaarden hanteerde, waar heer Ollie geen kaas van gegeten heeft. De sloven raken dan ook uitgeput en ondervoed. Uit spijt geeft heer Ollie hun de hachjes weer terug en belooft de sloven de vrijheid, alleen moet hij nog duidelijk maken wat dat dan wel is.
Zijn optreden wordt gadegeslagen door de succesarme goudzoekers Super en Hieper. Zij verschijnen op het toneel als grote tovenaar Bul-Bul en de kleine tovenaar Hiep-Hiep. De grote tovenaar verkoopt een leeg luciferdoosje als 'vrijheid' voor een klomp goud. Tom Poes en Hiep Hieper ontdekken tegelijkertijd dat de zonnestenen goud bevatten. Onder bedreiging met een revolver neemt Hiep het goudklompje van Tom Poes mee naar zijn maat. Bul Super prijst hem deze keer: "Hiep, superwerk jongen!" De sloven begrijpen nu opeens wel wat de bedoeling is en stuiven weg. De verzamelde zonnestenen op de Tufkegel worden door de sloven allemaal naar beneden gerold. Tom Poes redt Heer Bommel maar Bul Super wordt behoorlijk geraakt. Hij weet al snel dat hij nu de luciferdoosjes moet leveren om de transactie af te ronden. Heer Bommel weet de sloven ervan te overtuigen dat de luciferdoosjes geheel leeg zijn. Vrijheid zit in jezelf, niet in een doosje, volgens hem. Super en Hieper weten geen raad met de grote zonnestenen. Het inhuren van de sloven lukt niet. De sloven voelen zich opgelicht en verjagen de twee zakenlui. Tom Poes weet heer Bommel te bewegen terug naar huis te gaan.
De sloven maken onderling ruzie over het bezit van de zonnestenen. Vlijmen Fileer denkt dat zijn tijd nu weer is gekomen. Hij stelt voor de hachjes van de sloven weer onder zijn beheer te nemen, maar de sloven jagen hem terug het moeras in. Zijn tijd als Knark van de Tufkegel en de aanliggende slikken en zompen is voorbij. Tom Poes en Heer Bommel stuiten weer op de professor met zijn wederom kapotte driewieler. Er liggen grote rotsblokken in als bodemmonsters. Terwijl heer Bommel uitgeput toekijkt laten zijn jonge vriend en de professor helaas de driewieler in een meertje verdwijnen.
Thuis op kasteel Bommelstein geeft heer Bommel aan Joost uitleg te over het al dan niet bezitten van een hachje. "Maar een heer wil alleen maar voedsel, dat hem door een bevriend iemand wordt aangeboden. Uit bezorgdheid en niet uit angst, bedoel ik." De radio in de woonkamer maakt intussen melding van onlusten bij de Tufkegel. Buitenlanders zijn verjaagd en de inheemse bewoners betwisten elkaar het bezit van het grondgebied omdat er goud is gevonden. Joost dient vervolgens de voedzame potage op. "Bereid door een bevriend iemand, als ik zo vrij mag wezen."

## Hoorspel
- De sloven in het Bommelhoorspel

## Voetnoten
1. ↑  Zijn goede vader zei altijd: "Ollie jongen, vrijheid is het hoogste goed."
2. ↑  Zijn cilinderhoed is doorboord door een assegaai van Vlijmen Fileer.